# Cabeza de Vaca (film)
Pour plus de détails, voir Fiche technique et Distribution.
Cabeza de Vaca est un film mexicain réalisé par Nicolás Echevarría sorti en 1991.
En juillet 1994, le film est inclus dans la liste établie par la revue Somos des 100 meilleurs films mexicains de tous les temps.

## Synopsis
Le film relate les aventures d'Álvar Núñez Cabeza de Vaca, un des premiers explorateurs espagnols, lors de sa traversée de ce qui allait devenir le Sud-Ouest des États-Unis et le Mexique, devenant un chaman.

## Fiche technique
- Titre original et français : Cabeza de Vaca
- Réalisation : Nicolás Echevarría
- Scénario : N. Echevarria, Guillermo Sheridan, Xavier Robles d'après le récit Naufrages d'Álvar Núñez Cabeza de Vaca
- Photographie : Guillermo Navarro, Eastmancolor 35 mm
- Musique : Mario Lavista
- Costumes : Tolita Figueroa
- Maquillage : Guillermo del Toro, Rigo Mora
- Production : Rafael Cruz, Arthur Gorson, Bertha Navarro, Jorge Sánchez, Julio S. Foppa pour American Playhouse/Channel Four Films/Cooperativa Jose Revueltas
- Pays d'origine :  Mexique
- Langue originale : espagnol
- Genre : film historique, film d'aventure
- Durée : 111 minutes
- Dates de sortie :
  - Allemagne : 26 février 1991 (Berlinale)
  - Mexique : 12 octobre 1991
  - France : 22 décembre 2010

## Distribution
- Juan Diego : Álvar Núñez Cabeza de Vaca, le trésorier
- Daniel Giménez Cacho : Dorantes
- Roberto Sosa : Cascabel / Araino
- Gerardo Villareal : Estebanico, le « nègre »

## Sortie
Il sort au cinéma en France presque 20 ans après sa réalisation, le 22 décembre 2010.

### Accueil critique
En France, le site Allociné propose une moyenne des critiques presse de 3,8/5.
Pour Thomas Sotinel du Monde, « Cabeza de Vaca est plus tourné vers la contemplation des corps, des rites et des paysages. Incarné avec une rare intensité par l'acteur espagnol Juan Diego, Cabeza de Vaca est une figure mystique qui se défait progressivement de sa culture chrétienne pour se fondre dans le monde chamanique des tribus. ».
Pour Serge Kaganski des Inrockuptibles, « On est plus proche de la vision d'un Werner Herzog ou du cinéma ethnographique que d'une fresque hollywoodienne avec sa dimension plus ou moins prononcée de kitsch et d'artificialité, même si la thématique fait penser à Danse avec les loups de Kevin Costner. Les scènes de guérison et de chamanisme sont particulièrement saisissantes. ».
Pour Thomas Agnelli de Première, « Il est incompréhensible que ce film, réalisé en 1990, ne sorte que maintenant dans les salles françaises. Passionné par l'ésotérisme, le Mexicain Nicolás Echevarría, à l’origine documentariste, a mis toutes ses tripes pour construire une odyssée apocalyptique sur le Nouveau Monde, égratignant le mythe de la conquête américaine pour donner à voir la réalité des événements. [...] Avec son essence chamanique, ses couleurs hallucinées et sa puissance tellurique, cette révélation tombée du ciel se situe quelque part entre Aguirre, la colère de Dieu (Werner Herzog, 1975) et La Montagne sacrée (Alejandro Jodorowsky, 1974). ».

## Distinction

### Sélection
- Berlinale 1991 : sélection en compétition officielle[6]